# Alice di Borbone-Parma (duchessa di Calabria)
Alice di Borbone-Parma (nome completo: Alice Maria Teresa Francesca Luisa Pia Anna Valeria di Borbone-Parma; Vienna, 13 novembre 1917 – Madrid, 28 marzo 2017) era una delle figlie di Elia di Borbone-Parma, duca titolare di Parma e Piacenza, e di sua moglie, l'arciduchessa Maria Anna d'Austria. Alice fu duchessa di Calabria per il matrimonio con l'infante Alfonso. Dal 1936 essa fu infanta di Spagna.
Dal suo matrimonio con il principe Alfonso di Borbone-Due Sicilie, la principessa divenne l'infanta Alice, duchessa di Calabria, e si fece naturalizzare spagnola (doña Alicia de Borbón-Parma y Habsburgo-Lorena). Alice era la madre del duca di Calabria, capo della casa reale dei Borbone-Due Sicilie e membro della famiglia reale spagnola.

## Biografia

### Infanzia
Alice di Borbone-Parma era l'ottava e penultima figlia del Duca titolare di Parma e Piacenza Elia di Borbone-Parma, figlio del duca Roberto I di Parma e di sua moglie, l'Arciduchessa d'Austria Maria Anna d'Asburgo-Teschen. Dal lato materno, Alice discendeva dagli Asburgo di Teschen, un ramo che fa capo a un figlio dell'imperatore Leopoldo II, l'arciduca Carlo Luigi d'Austria, primo sovrano del ducato omonimo. In effetti, l'arciduchessa Maria Anna era la figlia dell'ultimo duca di Teschen, l'arciduca Federico, e di sua moglie, la principessa Isabella de Croÿ, ciò che fece inoltre di lei una cugina tedesca della regina Maria Cristina di Spagna, principessa di Teschen.
All'età di 5 anni la principessa Alice cominciò ad accompagnare suo padre Elia a caccia nei domini familiari in Austria, ricevendo, all'età di 12 anni, il suo primo trofeo di caccia, la Glasshütte. In Spagna, il paese d'origine di suo marito, è stata una delle rare persone ad avere cacciato tutta la fauna, compresi gli orsi e le linci. Ugualmente amante dei cani, l'infanta Alice contribuì all'introduzione in Spagna del teckel e del pastore tedesco.

### Matrimonio
Alice sposò il 16 aprile 1936 a Vienna nella Chiesa dei Minoriti l'Infante Alfonso Maria di Borbone-Due Sicilie. Fu l'unica dei suoi fratelli e sorelle a sposarsi. Sarebbe potuta diventare regina di Spagna se lo zio di suo marito non avesse avuto figli. Alice e suo marito ebbero tre figli, diciassette nipoti e trentotto bis-nipoti.
Zia per matrimonio del re Juan Carlos I, l'infanta Alice partecipò a qualche attività ufficiale come membro della famiglia del re (la famiglia reale allargata), soprattutto messe commemorative. Mentre l'articolo 57 della Costituzione esclude dalla successione al trono tutte le persone che non discendono da Juan Carlos, alcuni considerano che suo figlio, il duca di Calabria, possa entrare nell'ordine di successione, per via dei matrimoni infra-dinastici.

### Vedovanza
Il marito di Alice morì il 3 febbraio 1964 a Madrid lasciandola vedova all'età di quarantasette anni. Divenne un'ostinata sostenitrice delle pretese del figlio sui titoli di Duca di Calabria e sulla sua posizione di capo della Casa di Borbone-Due Sicilie. Sopravvisse a suo figlio di due anni.
Nonostante non avesse presentato alcuna rivendicazione sui suoi diritti, è stata di diritto la cinquantaduesima Regina legittima di Navarra.

### Morte
Alice di Borbone-Parma morì il 28 marzo 2017 a Madrid, all'età di novantanove anni. Era sopravvissuta a tutti i suoi fratelli, a tutte le sue sorelle e al figlio. Al funerale dell'Infanta Alice, con onori di Stato e svoltisi nella cappella del Palazzo Reale di Madrid il giorno 11 maggio 2017, hanno presenziato, tra tanti, il re di Spagna Filippo VI e la regina consorte Letizia, i reali emeriti di Spagna Juan Carlos e Sofia, le infante Elena e Cristina, il nipote Pietro di Borbone-Due Sicilie, duca di Calabria e conte di Caserta, e nutrite rappresentanze dei Grandi di Spagna e dell'Ordine Costantiniano di San Giorgio. In quanto Infanta di Spagna, avrebbe potuto essere sepolta nel Monastero dell'Escorial, tuttavia, fu sepolta nel pantheon della Casa di Borbone-Parma in Austria, secondo i suoi desideri.

## Posizioni dinastiche
Maggiore dei discendenti di Edoardo il Confessore, re d'Inghilterra e del re Davide I di Scozia, l'infanta Alice poteva rivendicare l'eredità giacobita attraverso la sua trisavola, la principessa Maria Teresa di Savoia, quinta figlia del re Vittorio Emanuele I di Sardegna, il legittimo erede giacobita. In effetti, se si considera l'illegittimità alla luce del diritto canonico (proibizione del matrimonio al III grado di parentela), la discendenza nata dal matrimonio tra la principessa Maria Beatrice di Savoia (sorella maggiore di Maria Teresa) e il cugino tedesco, il duca Francesco IV di Modena, Alice, in qualità di maggiore degli eredi della principessa Maria Teresa, potrebbe pretendere i troni d'Inghilterra, di Scozia e di Francia secondo la tradizione giacobita. Tuttavia avendo la Chiesa cattolica riconosciuto valida quest'unione, il riconoscimento delle sue pretese da parte dei partigiani giacobiti resta minoritaria.
A fine febbraio 1994, alla morte della sorella maggiore, la principessa Maria Francesca (1906-1994), l'infanta Alice divenne "legataria fittizia" del trono di Navarra, come erede dei re di Navarra, se si tiene conto della tradizionale legge di successione navarrese di primogenitura di preferenza maschile. Nello stesso momento, alcuni guardarono alla principessa Alice come l'erede storica dei coprincipati laici di Andorra, avendo regnato lo stesso principio di successione in questo principato fino alla fine del XIX secolo. I diritti che lei avrebbe vantato su queste corone le venivano dalla sorella unica del Conte di Chambord, la principessa Luisa d'Artois, nonna paterna del padre di Alice.
Inoltre, essendo discendente di Luigi XIV di Francia e dell'infanta Maria Teresa di Spagna, sempre secondo il principio di primogenitura di preferenza maschile, la principessa Alice di Borbone-Parma era la maggiore dei rappresentanti genealogici dei Re di Castiglia, d'Aragona, di Napoli e di Sicilia attraverso le antiche leggi di successione di questi regni.

## Discendenza
La principessa Alice ed Alfonso Maria di Borbone-Due Sicilie hanno avuto tre figli:
- Teresa María (n. 6 febbraio 1937); ha sposato don Íñigo Moreno y de Arteaga, I marchese di Laserna, il 16 aprile 1961 a Madrid. Hanno avuto sette figli:
  - Rodrigo Moreno y de Borbón (n. 1º febbraio 1962)
  - Alicia Moreno y de Borbón (n. 6 giugno 1964)
  - Alfonso Moreno y de Borbón (n. 19 ottobre 1965)
  - Beatriz Moreno y de Borbón (n. 10 maggio 1967)
  - Fernando Moreno y de Borbón (8 luglio 1969 - 12 maggio 2011)
  - Clara Moreno y de Borbón (n. 14 giugno 1971)
  - Delia Moreno y de Borbón (n. 30 agosto 1972)
- Infante Carlo, duca di Calabria (16 gennaio 1938 - 5 ottobre 2015); il 12 maggio 1965, a Dreux, sposò la principessa Anna d'Orléans dalla quale ebbe:
  - Cristina di Borbone-Due Sicilie (n. 15 marzo 1966)
  - María di Borbone-Due Sicilie (n. 5 aprile 1967)
  - Pietro, già duca di Noto e poi duca di Calabria (n. 16 ottobre 1968)
  - Inés María di Borbone-Due Sicilie (n. 20 aprile 1971)
  - Victoria di Borbone-Due Sicilie (n. 24 maggio 1976)
- Inés María (n. 18 febbraio 1940); ha sposato don Luis Morales y Aguado il 21 gennaio 1965 a Madrid; dal matrimonio sono nati:
  - Isabel Morales y de Borbón (n. 10 aprile 1966)
  - Eugenia Morales y de Borbón (n. 14 dicembre 1967)
  - Sonia Morales y de Borbón (n. 9 dicembre 1969)
  - Manuel Morales y de Borbón (n. 16 dicembre 1971)
  - Mencía Morales y de Borbón (n. 25 novembre 1976)

## Ascendenza
|                                  |                                    |                                       | Genitori                                   |  |  | Nonni |  |  | Bisnonni           |  |  | Trisnonni         |  |
|                                  |                                    |                                       |                                            |  |  |       |  |  | Carlo III di Parma |  |  | Carlo II di Parma |  |
|                                  |                                    |                                       |                                            |  |  |       |  |  | Carlo III di Parma |  |  | Carlo II di Parma |  |
|                                  |                                    | Maria Teresa di Savoia                |                                            |  |  |       |  |  | Carlo III di Parma |  |  |                   |  |
| Roberto I di Parma               |                                    |                                       |                                            |  |  |       |  |  | Carlo III di Parma |  |  |                   |  |
|                                  |                                    | Luisa Maria di Borbone-Francia        | Carlo di Borbone-Francia                   |  |  |       |  |  |                    |  |  |                   |  |
|                                  |                                    | Luisa Maria di Borbone-Francia        | Carlo di Borbone-Francia                   |  |  |       |  |  |                    |  |  |                   |  |
|                                  |                                    | Luisa Maria di Borbone-Francia        | Carolina di Borbone-Due Sicilie            |  |  |       |  |  |                    |  |  |                   |  |
| Elia di Borbone-Parma            |                                    | Luisa Maria di Borbone-Francia        |                                            |  |  |       |  |  |                    |  |  |                   |  |
|                                  |                                    | Ferdinando II delle Due Sicilie       | Francesco I delle Due Sicilie              |  |  |       |  |  |                    |  |  |                   |  |
|                                  |                                    | Ferdinando II delle Due Sicilie       | Francesco I delle Due Sicilie              |  |  |       |  |  |                    |  |  |                   |  |
|                                  |                                    | Ferdinando II delle Due Sicilie       | Maria Isabella di Borbone-Spagna           |  |  |       |  |  |                    |  |  |                   |  |
| Maria Pia di Borbone-Due Sicilie |                                    | Ferdinando II delle Due Sicilie       |                                            |  |  |       |  |  |                    |  |  |                   |  |
|                                  |                                    | Maria Teresa d'Asburgo-Teschen        | Carlo d'Asburgo-Teschen                    |  |  |       |  |  |                    |  |  |                   |  |
|                                  |                                    | Maria Teresa d'Asburgo-Teschen        | Carlo d'Asburgo-Teschen                    |  |  |       |  |  |                    |  |  |                   |  |
|                                  |                                    | Maria Teresa d'Asburgo-Teschen        | Enrichetta di Nassau-Weilburg              |  |  |       |  |  |                    |  |  |                   |  |
| Alice di Borbone-Parma           |                                    | Maria Teresa d'Asburgo-Teschen        |                                            |  |  |       |  |  |                    |  |  |                   |  |
|                                  | Carlo Ferdinando d'Asburgo-Teschen | Carlo d'Asburgo-Teschen               |                                            |  |  |       |  |  |                    |  |  |                   |  |
|                                  | Carlo Ferdinando d'Asburgo-Teschen | Carlo d'Asburgo-Teschen               |                                            |  |  |       |  |  |                    |  |  |                   |  |
|                                  | Carlo Ferdinando d'Asburgo-Teschen | Enrichetta di Nassau-Weilburg         |                                            |  |  |       |  |  |                    |  |  |                   |  |
| Federico d'Asburgo-Teschen       | Carlo Ferdinando d'Asburgo-Teschen |                                       |                                            |  |  |       |  |  |                    |  |  |                   |  |
|                                  |                                    | Elisabetta Francesca d'Asburgo-Lorena | Giuseppe Antonio Giovanni d'Asburgo-Lorena |  |  |       |  |  |                    |  |  |                   |  |
|                                  |                                    | Elisabetta Francesca d'Asburgo-Lorena | Giuseppe Antonio Giovanni d'Asburgo-Lorena |  |  |       |  |  |                    |  |  |                   |  |
|                                  |                                    | Elisabetta Francesca d'Asburgo-Lorena | Maria Dorotea di Württemberg               |  |  |       |  |  |                    |  |  |                   |  |
| Maria Anna d'Austria             |                                    | Elisabetta Francesca d'Asburgo-Lorena |                                            |  |  |       |  |  |                    |  |  |                   |  |
|                                  |                                    | Rodolfo, XI Duca di Croÿ              | Alfredo, X Duca di Croÿ                    |  |  |       |  |  |                    |  |  |                   |  |
|                                  |                                    | Rodolfo, XI Duca di Croÿ              | Alfredo, X Duca di Croÿ                    |  |  |       |  |  |                    |  |  |                   |  |
|                                  |                                    | Rodolfo, XI Duca di Croÿ              | Eleonora Guglielmina Luisa di Salm-Salm    |  |  |       |  |  |                    |  |  |                   |  |
| Isabella di Croÿ                 |                                    | Rodolfo, XI Duca di Croÿ              |                                            |  |  |       |  |  |                    |  |  |                   |  |
|                                  |                                    | Natalie di Ligne                      | Eugenio, VIII Principe di Ligne            |  |  |       |  |  |                    |  |  |                   |  |
|                                  |                                    | Natalie di Ligne                      | Eugenio, VIII Principe di Ligne            |  |  |       |  |  |                    |  |  |                   |  |
|                                  |                                    | Natalie di Ligne                      | Augusta Charlotte Nathalie de Trazegnies   |  |  |       |  |  |                    |  |  |                   |  |
|                                  |                                    | Natalie di Ligne                      |                                            |  |  |       |  |  |                    |  |  |                   |  |